# Forgotten Realms
Forgotten Realms (Zapomenuté říše či Ztracené říše, někdy zkracované pouze jako Říše či Království) je "campaign setting" pro hru na hrdiny Dungeons & Dragons. V současnosti je kromě Eberronu jediným settingem ke kterému Wizards of the Coast, vydavatel Dungeons & Dragons, vydává oficiální materiály. Odehrává se na kontinentu Faerûn ležícím na planetě Abeir-Toril. Na ní se odehrávají i další dva „campaign settingy“ a to Al-Quadim týkající se Zakhary a Oriental Adventures na Kara-Turu
Autorem první verze Ztracených říší byl mladý Kanaďan Ed Greenwood píšící pro Dragon Magazine. Tehdejšímu vydavateli D&D společnosti TSR se jeho fiktivní svět zalíbil a roku 1987 vydal Forgotten Realms jako samostatný campaign setting. Dnes patří k nejrozsáhlejším světům vytvořeným pro potřeby her na hrdiny.

## Svět Forgotten Realms
Ztracené říše se nacházejí na planetě Abeir-Toril, nazývané častěji Toril, jejíž jméno znamená „kolébka života“. Měsícem Torilu je Selune, jehož název je totožný se jménem bohyně Měsíce a poutníků. Na planetě se rozkládá jeden superkontinent dělící se na Faerûn ležící na západě, jižně situovanou Zakharu připomínající arabské země a Kara-Tur na východě inspirovaný středověkou Asií. Mezi další kontinenty patří Maztica, nacházející se na západ od Faerûnu za Bezestopým mořem, inspirovaná předkolumbovskou Amerikou a dále několik ostrovů, o nichž není nic známo. Pod povrchem se nachází oblast zvaná Podtemno obývaná drowy a různými monstry.
Co se týče technické vyspělosti a sociální struktury, podobá se svět Ztracených říší naší planetě Zemi v období 14. století. Jeho nedílnou součástí je magie, existence nadpřirozených jevů a mnoha mocných i nebezpečných bytostí.

### Podtemno
Podtemno nebo také Temné říše (v originále Underdark) je podzemní síť jeskyní a tunelů ležící pod fiktivním fantasy světem Forgotten Realms. Stejnojmenná oblast s prakticky stejnými rysy se vyskytuje i ve světě Greyhawk.
K nejtypičtějším obyvatelům Podtemna patří drowové (temní elfové), duergaři (šedí nebo také temní trpaslíci), svirfneblinové (hlubinní gnómové), rybí lidé kuo-toa a různá monstra jako illithidé a beholdeři. Kvůli zmiňovaným bytostem je Podtemno extrémně nebezpečné, naprostá většina obyvatel totiž tíhne ke zlu. Navíc lze zde těžko získat jídlo, většina místních rostlin je jedovatá a neexistují tu žádné přirozené zdroje světla, proto je většina místních vybavena nočním viděním.
V Podtemnu neexistují žádné větší státní celky, maximálně městské státy z nichž k nejvýznamnějším patří nejstarší drowské město Menzoberranzan, taktéž drowské město Ched Nasad nebo trpasličí sídlo Mitrilová hala.

## Obyvatelé světa Forgotten Realms
Ve Ztracených říších žijí lidé, elfové, trpaslíci, hobiti, gnómové, orkové a různé další bytosti jako jsou například draci a beholdeři. Obyvatelé Říší jsou polytheisté. Většina z nich uctívá z rozsáhlého božského pantheonu jednoho konkrétního boha, kterého považuje za svého patrona. Zdejší bohové však nejsou jen nezúčastněnými pozorovateli, naopak často zasahují do záležitostí smrtelníků - a to nejen aby reagovali na jejich prosby a modlitby, ale i aby uskutečnili své vlastní plány. Každý z bohů má svou skupinu věřících a kněží, kteří se mu nebo jí klaní.
Nejvyšší bůh, který vládne nad ostatními božstvy se nazývá Ao, nemá žádné kněze a neodpovídá na modlitby. Mezi další významné bohy patří Cyric, bůh vražd a lží, Lathander, bůh mládí a jara, Mystra, bohyně magie, Tyr, bůh spravedlnosti a Shar, bohyně noci a temnoty.

### Beholdeři
Beholder (v češtině někdy bývá také nazýván zřící) má podobu velké levitující koule masa s velkými ústy, jedním centrálním okem a mnoha menšími očními stopkami na vrchu, které využívá pro svou smrtící magii. Beholdeři jsou vysoce inteligentní, zlí, ovládají mocnou magii a komunikují telepaticky. Uctívají Velkou matku, bohyni kouzel, plodnosti a tyranie. Jejich typickým prostředím je podzemí, ve Forgotten Realms například obývají Podtemno a bojují s drowy a illithidy. Spřízněno je s nim mnoho druhů jež patří k beholderům jen zčásti jako jsou oči hlubin, gauthové a matky úlu.

### Elminster
Elminster Aumar je čaroděj, který se kromě světa Forgotten Realms objevuje rovněž v pěti knihách spisovatele Eda Greenwooda. Elminster je červený čaroděj který se kromě svého červeného oděvu nápadně podobá Gandalfovi J. R. R. Tolkiena.

## Počítačové hry ze světa Forgotten Realms
V prostředí Ztracených říších se odehrává mnoho počítačových her, mezi ty nejznámější patří Baldur's Gate, Icewind Dale, Neverwinter Nights, Eye of the Beholder a Pool of Radiance.

## Romány odehrávající se ve světě Forgotten Realms
Fiktivní historii Ztracených říší popisuje kolem 200 fantasy románů napsaných různými autory. První z nich byl vydán v roce 1987. Mezi nejznámější patří série o mágovi Elminsterovi, jejímž autorem je tvůrce Ztracených říší Ed Greenwood, dále pak knihy z pera Elaine Cunninghamové a především R. A. Salvatoreho, jehož příběhy o drowském hraničáři Drizztu Do'Urdenovi jsou velmi populární.
V České republice vyšlo:
Douglas Niles, trilogie Moonshae
- Bestie na Moonshae, 1995 (Darkwalker on Moonshae,1987)
- Černí čarodějové, 1995 (Black Wizards, 1988)
- Temná studna, 1995 (Darkwell, 1989)

Douglas Niles, trilogie Maztica
- Železný Helm, 1996 (Ironhelm, 1990)
- Zmijí ruka, 1996 (Viperhand, 1990)
- Opeřený Drak, 1997 (Feathered Dragon, 1991)

R. A. Salvatore, trilogie Planina ledového větru
- Magický krystal, 2006 (The Crystal Shard, 1988)
- Stříbrné prameny, 2006 (Streams of Silver, 1989)
- Rubínový klenot, 2007 (The Halflig’s Gem, 1990)

R. A. Salvatore, trilogie Temný elf
- Domovina, 2007 (Homeland, 1990)
- Vyhnanství, 2007 (Exile, 1990)
- Útočiště, 2008 (Sojourn, 1991)

R. A. Salvatore, série Drowův odkaz
- Odkaz, 2008 (The Legacy, 1992)
- Bezhvězdná noc, 2008 (Starless Night, 1993)
- Obklíčeni temnotou, 2009 (Siege of Darkness, 2009)
- Cesta k úsvitu, 2009 (Passage to Dawn, 2009)

R. A. Salvatore, série Temné stezky
- Tichá čepel, 2010 (Silent Blade, 2009)
- Páteř světa, 2010 (The Spine of the World, 2009)
- Mečové moře, 2011 (Sea of Swords, 2009)

R. A. Salvatore, série Lovcovy čepele
- Tisíc orků, 2011 (Thousand Orcs, 2003)
- Osamělý drow, 2012 (The Lone Drow, 2004)
- Dva meče, 2012 (Two Swords, 2005)

R. A. Salvatore, série Změna
- Král orků, 2014 (The Orc King, 2008)
- Král pirátů, 2014 (The Pirate King, 2009)
- Král duchů, 2015 (The Ghost King, 2010)